# Tipula (Setitipula) rusticola
Tipula (Setitipula) rusticola is een tweevleugelige uit de familie langpootmuggen (Tipulidae). De soort komt voor in het Nearctisch gebied.